# 林励吾
林励吾（1929年10月14日—2014年12月10日），男，广东汕头人，中国物理化学家，中国科学院大连化学物理研究所研究员。曾任该所学术委员会主任、催化国家重点实验室学术委员会主任。

## 生平
1952年毕业于浙江大学化工系。1993年当选为中国科学院院士。